# ب مثل بهار
ب مثل بهار یک مجموعه تلویزیونی محصول سال ۱۳۷۵ به کارگردانی مسعود شاه محمدی، نویسندگی مسعود بهبهانی‌نیا و تهیه‌کنندگی مسعود بهبهانی‌نیا می‌باشد که نوروز از شبکه دو پخش شد.

## بازیگران
- سحر ولدبیگی
- علیرضا خمسه
- مسعود بهبهانی‌نیا
- مهرانه مهین ترابی
- شهنام شهابی